# Odynerus lesnei
Odynerus lesnei är en stekelart som beskrevs av Giordani Soika. Odynerus lesnei ingår i släktet lergetingar, och familjen Eumenidae. Utöver nominatformen finns också underarten O. l. warmbadensis.